# 5201 Ferraz-Mello
5201 Ferraz-Mello là một danh sách tiểu hành tinh bay ngang Sao Hỏa được phát hiện ngày 1 tháng 12 năm 1983 bởi Ted Bowell ở trạm Anderson Mesa thuộc Đài thiên văn Lowell.